# 金浦インターチェンジ
金浦インターチェンジ（このうらインターチェンジ）は、秋田県にかほ市にある日本海東北自動車道のインターチェンジである。

## 道路

### 本線
- E7 日本海東北自動車道（象潟仁賀保道路）

### 接続する道路
- 国道7号（金浦バイパス）

## 歴史
- 2012年（平成24年）
  - 10月10日 : IC名称が「金浦IC」で正式決定[1]。
  - 10月27日 : 金浦IC - 両前寺仮出入口間開通に伴い、供用開始[1]。
- 2015年（平成27年）10月18日 : 象潟IC - 金浦IC間開通[2]。

## 周辺
- 金浦駅（JR羽越本線）
- マックスバリュ 金浦店
- にかほ市役所 金浦庁舎
- TDK 羽後金浦工場
- にかほ市立金浦小学校
- にかほ市立金浦中学校

## 隣
E7 日本海東北自動車道
(11)象潟IC - (12)金浦IC - (13)仁賀保IC